# Édouard Lucas
François Édouard Anatole Lucas (4. duben 1842 Amiens – 3. říjen 1891) byl francouzský matematik. Lucas se proslavil svým studiem Fibonacciho posloupnosti a byly po něm pojmenovány související Lucasovy posloupnosti. Dále nalezl vzorec udávající hodnotu n-tého členu Fibonacciho posloupnosti.

## Životopis
Lucas studoval na École normale supérieure. Pracoval nejdříve na pařížské observatoři, později se stal v Paříži profesorem matematiky. Mezitím absolvoval vojenskou službu a zúčastnil se prusko-francouzské války roku 1870.
Lucas formuloval úlohu, jejíž zadání ukládá dokázat, že pro N > 1 existuje jediné řešení Diofantické rovnice:
{\displaystyle \sum _{n=1}^{N}n^{2}=M^{2}\;}
a to N = 24 a M = 70. Důkaz tohoto pozoruhodného tvrzení byl nalezen teprve roku 1918 s použitím hypereliptických funkcí; řešení má souvislost také s bosonovou teorií strun ve 26rozměrném prostoru.
Lucas vyvinul metody testování přirozených čísel na prvočíselnost. V patnácti letech, roku 1857, začal písemně zkoumat prvočíselnost čísla 2127 − 1 s použitím Lucasových posloupností. Roku 1876, po 19 letech zkoumání konečně dokázal, že 2127 − 1 je prvočíslo; po tři čtvrtě století to bylo největší známé Mersennovo prvočíslo. Je pravděpodobné, že se bude jednat navždy o největší prvočíslo nalezené bez počítače, pouze s použitím tužky a papíru. Americký matematik Derrick Henry Lehmer později zdokonalil Lucasovy testy prvočíselnosti a vytvořil tzv. Lucas-Lehmerův test Mersennových čísel.
Lucas se také zabýval zábavnými matematickými problémy. Roku 1883 vynalezl hlavolam, který nazval Hanojské věže; zveřejnil jej pod pseudonymem N. Claus de Siam, což je anagram jeho jména ve tvaru Lucas d'Amiens tj. "Lucas z Amiensu".
Lucas zemřel za neobvyklých okolností. Roku 1891, na slavnostní večeři každoročního sympozia "Francouzského sdružení pro pokrok v přírodních vědách" (Association française pour l'avancement des sciences) upustil číšník v jeho blízkosti nádobí; úlomek talíře Lucase poranil na tváři. O několik dnů později zemřel v důsledku závažného zánětu kůže způsobeného pravděpodobně otravou krve.